# Bastiaan de Gaay Fortman (1884-1961)

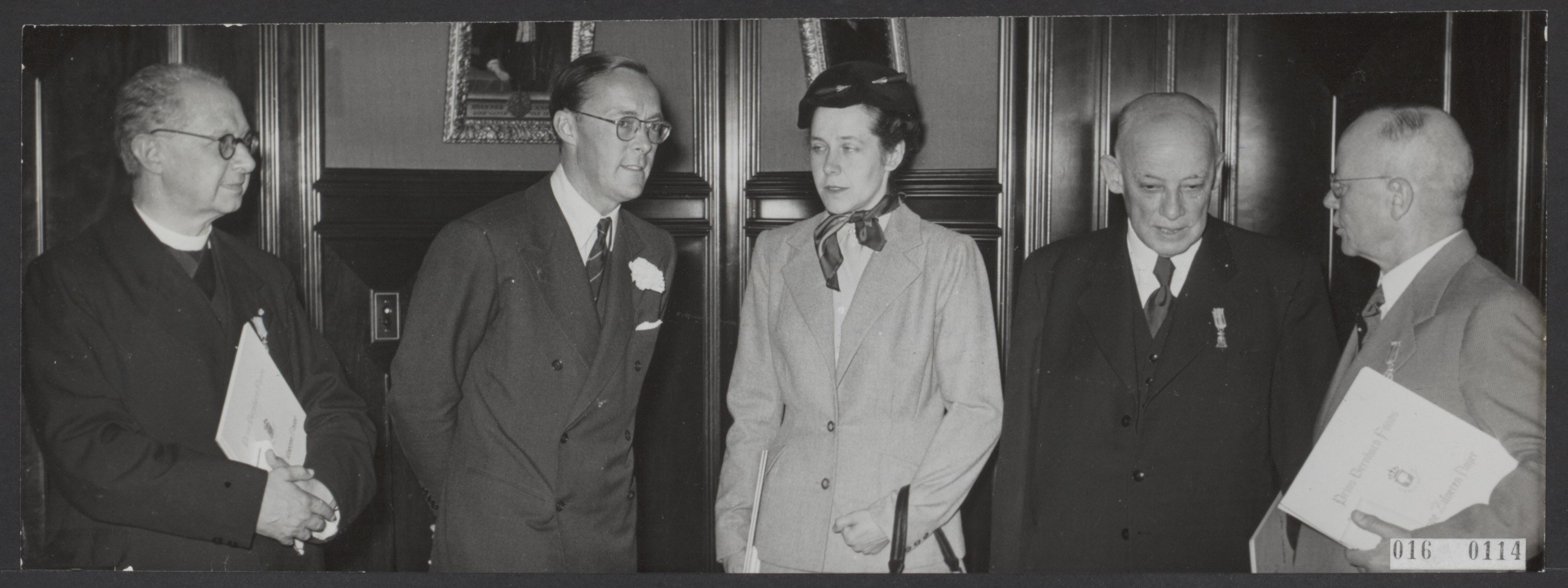
Bastiaan de Gaay Fortman, tweede van rechts (1953)

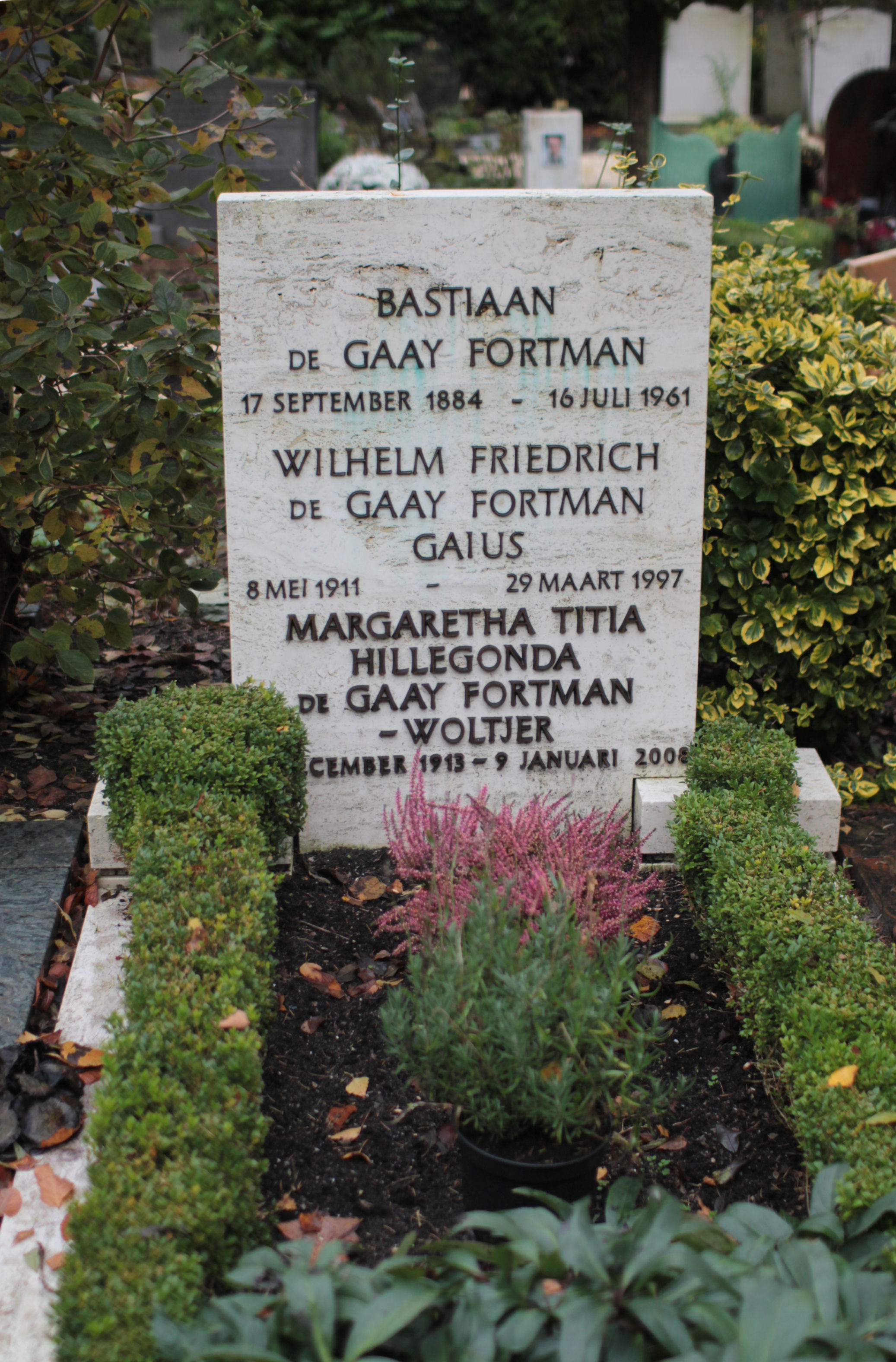
Familiegraf op Zorgvlied (2012)

Bastiaan de Gaay Fortman (Amsterdam, 17 september 1884 – aldaar, 16 juli 1961) was een Nederlands rechter.
Hij was telg uit het patriciërsgeslacht De Gaay Fortman. Hij was zoon van Theodora Kocken en predikant Nicolaas Adriaan de Gaay Fortman. Broer Pieter Leonard de Gaay Fortman was militair en burgemeester. Hijzelf was in 1909 getrouwd met Elisabeth Nolte (1884-1945). Het echtpaar woonde jarenlang aan de Johannes Verhulststraat 77. Zoon Wilhelm Friedrich de Gaay Fortman was hoogleraar, kleinzoon Bas de Gaay Fortman politicus.
De Gaay Fortman studeerde rechten aan de Vrije Universiteit Amsterdam. Hij voltooide zijn studie in 1907 onder Paul Fabius met het proefschrift Gijsbert Karel van Hogendorp en de grondwet van 1814. Daarop volgde een periode als advocaat en procureur te Amsterdam. Tussen 1912  en 1917 hield hij zitting bij het Hof van Justitie der Nederlandse Antillen op Curaçao, vanaf 1920 tot 1924 was hij rechter bij de arrondissementsrechtbank in Dordrecht, na een periode als plaatsvervangend rechter aldaar. In dat laatste jaar begon een lange verbintenis met de rechtbank(-en) in Amsterdam.  Tussen 1945 en 1954 was hij vicepresident van de arrondissementsrechtbank aldaar.
In nevenfuncties was hij (plaatsvervangend) voorzitter van de Radioraad, Raad van Beroep (belastingen) en het Medisch Tuchtcollege. Vanuit zijn werk op de Nederlandse Antillen kwamen tal van publicaties over die eilanden en Suriname voort. Hij schreef niet alleen over de plaatselijke rechtspraak aldaar, maar als historicus ook over de politieke geschiedenis en biografische artikelen.
In 1954 ging hij met pensioen. Hij was ridder in de Orde van de Nederlandse Leeuw (1933) en commandeur in de Orde van Oranje-Nassau (1954). In 1953 kreeg hij de Zilveren Anjer opgespeld voor zijn bijdragen aan archivering en documentatie van de Réveilbeweging alsmede zijn werk in de verbinding overzeese gebiedsdelen in de west en Nederland zelf.
Hij werd begraven op Zorgvlied.
- Digitale Bibliotheek voor de Nederlandse Letteren: gaay001
- Gemeinsame Normdatei: 132759721
- International Standard Name Identifier: 0000 0000 2276 4088
- Nederlandse Thesaurus van Auteursnamen: 068182376
- Virtual International Authority File: 30707959
- WorldCat: E39PBJptXW6Jb9tHfHm7ffr6rq